# Desmond Leslie
Desmond Arthur Peter Leslie (* 29. Juni 1921 im County Monaghan, Irland; † 21. Februar 2001 in Antibes, Frankreich) war ein britischer Pilot irischer Herkunft der Royal Air Force, Autor, Musiker und Ufologe. International bekannt wurde er als Co-Autor des US-Amerikaners George Adamski mit dem gemeinsam publizierten Buch Flying Saucers Have Landed (1953), in dem Leslie die These der Prä-Astronautik vertrat.

## Leben
Während des Zweiten Weltkriegs diente Leslie als Jagdflieger in der Royal Air Force und flog eine Supermarine Spitfire. Nach dem Krieg arbeitete er zeitweise als Drehbuchautor und experimentierte mit elektronischer Musik.
1953 publizierte er zusammen mit George Adamski Flying Saucers Have Landed, das 1954 im Europa-Verlag (Stuttgart/Zürich/Wien) in deutscher Übersetzung unter dem Titel Fliegende Untertassen landen erschien. Nach Peebles war es das einflussreichste Werk der frühen Ufologie.
Es handelt sich bei dem Werk nicht um eine gemeinsame Arbeit. Tatsächlich besteht es aus zwei klar von einander getrennten Teilen. Während Adamski im zweiten Buch (S. 235–313) über seine angeblichen Begegnungen mit einem venusischen Raumfahrer berichtet, die im November/Dezember 1952 in der Nähe von Desert Center, Kalifornien, stattgefunden haben sollen, referierte Leslie ausgiebig die These der Landung außerirdischer Raumfahrer in der Antike oder sogar im mythischen Atlantis (S. 13–234).
Dabei bezog sich Leslie ausdrücklich auf die Forschungen von Charles Fort. Leslie ging davon aus, dass sich diese Besuche in Sagen und religiösen Texten widerspiegeln würden. Leslies These und Methodik wurden von Arthur C. Clarke scharf kritisiert. Mit dieser Art Beweisführung könnten Leser in zweitausend oder dreitausend Jahren anhand von Ausgaben zum Beispiel des Pulp-Magazins „Amazing Stories“ glauben, dass es im frühen 20. Jahrhundert auf der Erde Raumschiffe, Hitzestrahlen, Antigravitation und Roboter gegeben habe. Clarke hielt Leslie allerdings lediglich für naiv, Mit-Autor Adamski dagegen für einen Scharlatan.
Unmittelbar nach der Publikation beteiligte sich Leslie am Drehbuch für den Science-Fiction-Film Stranger from Venus (GB 1954, Regie Burt Balaban), der inhaltlich stark an Der Tag, an dem die Erde stillstand angelehnt ist.
Leslie war in erster Ehe von 1945 bis 1969 mit Agnes Bernelle verheiratet, in zweiter Ehe ab 1970 mit Helen Strong. Er starb 2001 in Antibes an einem Lungenemphysem.